# Zuqnin-Kloster
Das Zuqnin-Kloster war ein antikes christliches Kloster nördlich von Diyarbakır (Amida) in der heutigen Provinz Diyarbakır im östlichen Teil der Türkei. Johannes von Ephesos wurde hier 529 von Johannes von Tella ordiniert. Über dieses Kloster wurde um das Jahr 775 herum die Chronik von Zuqnin geschrieben. Die Bibliothek des Klosters stammte von Gelehrten aus der Region und enthielt zahlreiche wertvolle Bücher von Eusebius, Sokrates, Johannes von Ephesos sowie die Chronik von Zuqnin.